# بوب سميث (رسام بالرصاص)
بوب سميث (بالإنجليزية: Bob Smith)‏ هو رسام بالرصاص أمريكي، ولد في 18 نوفمبر 1951 في أبردين في الولايات المتحدة.